# Kromosom 17
Kromosom 17 är ett av de tjugotre kromosomparen hos människan. Människor har normalt två kopior av detta kromosom. Kromosom 17 sträcker sig över cirka 83 miljoner baspar (byggmaterialet för DNA), och representerar mellan 3 procent av det totala DNA:t i cellerna. Kromosom 17 har 1174 proteinkodande gener.

## Sjukdomar som är förknippade med förändringar av kromosom 17:[1]
17q12 deletionssyndrom:
   - *Beskrivning:* Förlust av en liten del av kromosom 17.
   - *Symtom:* Njur- och urinvägsabnormaliteter, diabetes (MODY5), försenad utveckling, intellektuell funktionsnedsättning, beteende- eller psykiatriska störningar.
   - *Påverkade gener:* HNF1B och LHX1, bland andra.
17q12 duplication:
   - *Beskrivning:* Abnormal kopiering av en liten del av kromosom 17.
   - *Symtom:* Varierande, inklusive intellektuell funktionsnedsättning och fysiska avvikelser.
   - *Påverkade gener:* Oklart vilka som bidrar till symptomen.
Akut promyelocytisk leukemi (APL):
   - *Beskrivning:* Blodcancer orsakad av genetisk omarrangering mellan kromosomerna 15 och 17 (t(15;17)).
   - *Orsakar:* Bildande av PML-RARα-proteinet, vilket påverkar mognaden av vita blodkroppar.
Charcot-Marie-Tooth-sjukdom:
   - *Orsak:* Duplikation av en del av kromosom 17, inklusive PMP22-gen.
   - *Effekt:* Skador på perifera nerver, leder till förlust av muskelsensation och muskelatrofi.
Dermatofibrosarcoma protuberans:
   - *Beskrivning:* Sällsynt hudcancer orsakad av translokation mellan kromosomerna 17 och 22.
   - *Effekt:* Fusion av COL1A1-genen med PDGFB-genen och bildandet av ett onormalt fusionprotein.
Koolen-de Vries-syndromet:
   - *Beskrivning:* Genetiskt syndrom vanligtvis orsakat av mikrodeletion på kromosom 17.
   - *Kännetecken:* Intellektuell funktionsnedsättning, specifika ansiktsdrag, hjärtproblem, muskelhypotoni.
Miller-Dieker-syndromet:
   - *Beskrivning:* Sällsynt genetiskt tillstånd kännetecknat av lissencefali, svår intellektuell funktionsnedsättning, epilepsi.
   - *Genetisk orsak:* Mikrodeletion på kromosom 17, påverkar PAFAH1B1-gen.
Potocki-Lupski-syndromet:
   - *Beskrivning:* Syndrom med intellektuell funktionsnedsättning, utvecklingsfördröjning, sömnstörningar, och specifika ansiktsdrag.
   - *Genetisk orsak:* Duplikation av segment på kromosom 17.
Smith-Magenis-syndromet:
   - *Beskrivning:* Genetiskt syndrom orsakat av mikrodeletion på kromosom 17.
   - *Kännetecken:* Karaktäristiska ansiktsdrag, beteendeproblem, sömnstörningar, intellektuell funktionsnedsättning.
Yuan-Harel-Lupski-syndromet:
    - *Beskrivning:* Även känt som distal 17p13.3 mikroduplikationssyndrom, förknippat med utvecklingsfördröjning, intellektuell funktionsnedsättning, ibland hjärtproblem.
    - *Genetisk orsak:* Duplikation på kromosom 17, specifikt på 17p13.3.
Förutom dessa tillstånd är förändringar i kromosom 17 även kopplade till olika typer av cancer, såsom isokromosom 17q i kronisk myeloisk leukemi och vissa solida tumörer.